# Río Ursuarán
El río Ursuarán (en euskera, Urtsuaran) es un río del norte de la península ibérica, afluente del río Oria, que discurre por la provincia de Guipúzcoa, España.

## Curso
El Ursuarán nace en los montes de Artzaina, cerca del puerto de Etxegarate, a unos 500 m s. n. m. Discurre en dirección norte y atraviesa las localidades de Ursuarán y Idiazábal donde desemboca en el río Oria tras recorrer unos 12,4 km.